# Chrysopodes (Neosuarius) porterinus
Chrysopodes (Neosuarius) porterinus is een insect uit de familie van de gaasvliegen (Chrysopidae), die tot de orde netvleugeligen (Neuroptera) behoort. 
Chrysopodes (Neosuarius) porterinus is voor het eerst wetenschappelijk beschreven door Navás in 1910.